# Basket Navarra Club
O Basket Navarra Club também conhecido por Planasa Navarra por motivo de patrocinadores é um clube profissional de basquetebol situado na cidade de Pamplona, Navarra, Espanha que atualmente disputa a Liga Prata.

## História
Fundado em 2007, foi a união de forças para colocar o basquete da região no lugar mais alto possível. Disputando a Liga EBA chegou aos Playoffs de ascensão e foi derrotado pelo CB Guadalajara. Nesta época se chamava HNV Consmetal Navarra. Na próxima temporada a Federação Espanhola de Basquetebol os convidou para compor a LEB Prata onde na 1ª Temporada ficou em 6º lugar na temporada regular e foi eliminado no Playoffs de Ascenso pelo CB Tarragona.
O clube foi promovido para a LEB Ouro na vaga que era do Básquet Mallorca e nesta primeira temporada em 2010-11 ficou em 8º na temporada Regular e foi eliminado pelo Ford Burgos nos playoffs de Ascensão para a Liga ACB. Na Temporada seguinte foi um pouco mais longe e venceu o UB La Palma, mas caiu nas semifinais contra o Menarca Básquet e o viu o sonho de jogar na elite se esvair novamente..
Na Temporada 2013-2014 ficou em último lugar na temporada regular e apenas permaneceu na LEB Ouro por que restou vagas em aberto.

## Uniforme
| Casa | Visitante |

## Temporada por Temporada
| Temporada | Nivel | Divisão    | Pos. | Pós Temporada     | TR    | PL  |
| --------- | ----- | ---------- | ---- | ----------------- | ----- | --- |
| 2007–08   | 4     | LEB Bronce | 8    | Quartas de Finais | 17–15 | 0–2 |
| 2008–09   | 3     | LEB Prata  | 6    | Quartas de Finais | 19–11 | 1–3 |
| 2009–10   | 3     | LEB Prata  | 4    | Semifinalista     | 16–16 | 4–4 |
| 2010–11   | 2     | LEB Ouro   | 8    | Quartas de Finais | 18–16 | 1–3 |
| 2011–12   | 2     | LEB Ouro   | 4    | Semifinalista     | 21–13 | 3–4 |
| 2012–13   | 2     | LEB Ouro   | 11   | –                 | 10–16 | –   |
| 2013–14   | 2     | LEB Ouro   | 14   | Rebaixado         | 5–21  | –   |
| 2014–15   | 2     | LEB Ouro   | 7    | -                 | 15-13 | 0-2 |
| 2015-16   | 2     | LEB Ouro   | 15   | Rebaixado         | 10-20 | -   |

## Nomes de Patrocinadores
Basket Navarra Club teve várias denominações ao longo dos anos devido ao seu patrocínio:
- HNV-Consmetal Navarra: 2007–08
- HNV Duar Navarra: 2008–09
- Grupo Iruña Navarra: 2009–12
- Planasa Navarra: 2012–presente